# Юксеево (Красноярский край)
Юксе́ево — село в Большемуртинском районе Красноярского края. Административный центр Юксеевского сельсовета.

## География
Село находится в центральной части края, в подтаёжно-лесостепном районе лесостепной зоны, на левом берегу реки Енисей, на расстоянии приблизительно 15 км (по прямой) к востоку-юго-востоку (ESE) от Большой Мурты, административного центра района. Абсолютная высота — 108 м над уровнем моря.
Климат
Климат характеризуется как резко континентальный, с продолжительной морозной зимой и коротким тёплым летом. Средняя температура воздуха самого тёплого месяца (июля) составляет 17,8 °C (абсолютный максимум — 38 °C); самого холодного (января) — −20,4 °C (абсолютный минимум — −60 °C). Среднегодовое количество атмосферных осадков составляет 350 мм. Снежный покров держится в течение 180 дней.

## История
Основано в 1676 году. По данным 1926 года имелось 154 хозяйства и проживало 665 человек (339 мужчин и 326 женщин). В национальном составе населения того периода преобладали русские. Функционировали школа I ступени и лавка общества потребителей. В административном отношении являлось центром Юксеевского сельсовета Больше-Муртинского района Красноярского округа Сибирского края.

## Население
| 2010 |
| ---- |
| 531  |

Половой состав
По данным Всероссийской переписи населения 2010 года в гендерной структуре населения мужчины составляли 49,9 %, женщины — соответственно 50,1 %.
Национальный состав
Согласно результатам переписи 2002 года, в национальной структуре населения русские составляли 87 % из 551 чел.